# Phrynarachne peeliana
Phrynarachne peeliana es una especie de araña cangrejo del género Phrynarachne, familia Thomisidae. Fue descrita científicamente por Ferdinand Stoliczka en 1869.

## Distribución
Esta especie se encuentra en India.

## Tratamiento taxonómico
La especie aparece registrada y publicada en Contribution towards the knowledge of Indian Arachnoidea. Journal of the Asiatic Society of Bengal, part II (Physical Science) 38(4): 201–251, pl. 18–20.